# Alejandro García Mejías
Pedro Alejandro García Mejías (Las Palmas de Gran Canaria, 19 de marzo de 2003), conocido como Ale García, es un futbolista español que juega como extremo en la U. D. Las Palmas.

## Trayectoria
Formado en el Estrella C. F., se unió al fútbol base de la U. D. Las Palmas en 2019. El 4 de junio de 2021 fue llamado para realizar la pretemporada con el primer equipo por su entrenador, Pepe Mel.
El 11 de septiembre de 2021, aún sin haber jugado nunca con el filial, Ale debutó con el primer equipo sustituyendo a Jesé en el segundo tiempo en un empate por 1-1 frente a la U. D. Ibiza en la Segunda División. El siguiente 2 de diciembre anotó su primer gol con la U. D. Las Palmas, tanto que dio el pase a la siguiente ronda de la Copa del Rey a su equipo, evitando la prórroga contra el Vélez C. F..
En julio de 2023 fue cedido por una temporada al Antequera C. F. de la Primera Federación. En el verano de 2024 volvió a la U. D. Las Palmas para hacer la pretemporada, tras renovar su vinculación con el club amarillo hasta 2027. El 10 de agosto fue cedido al Atlético de Madrid "B" por una temporada.
Tras un año de cesión volvió a la U. D. Las Palmas para hacer la pretemporada 2025-26 y renovar su contrato hasta 2029.

## Clubes
| Club                            | País   | Año           |
| ------------------------------- | ------ | ------------- |
| U. D. Las Palmas                | España | 2021-presente |
| Las Palmas Atlético             | España | 2021-2023     |
| Antequera C. F. (cesión)        | España | 2023-2024     |
| Atlético de Madrid "B" (cesión) | España | 2024-2025     |